# Praci, Borzna
Praci (în ucraineană Прачі) este localitatea de reședință a comunei Praci din raionul Borzna, regiunea Cernihiv, Ucraina. În secolul al XIX-lea, satul făcea parte din volostul Borzna , uezdul Borzna.

## Demografie
Componența lingvistică a localității Praci
     Ucraineană (98,6%)
     Rusă (1,25%)
Conform recensământului din 2001, majoritatea populației localității Praci era vorbitoare de ucraineană (98,6%), existând în minoritate și vorbitori de rusă (1,25%).